# Boomstronken
Boomstronken - wortels is een vorm van kunst in de openbare ruimte in Amsterdam-Oost. Het is ontworpen door Barbara Recourt (beeldend kunstenaar) en Fons Broess (werktuigbouwkundig ingenieur, industrieel vormgever).
Het meerdelige kunstwerk valt in de categorie toegepaste kunst binnen het Amsterdam Science Park. Veertig artistieke objecten in de vorm van stobbes komen uit de grond en bieden plaats aan een ieder die even wil uitrusten, wil overleggen en of collegae wil ontmoeten. De zitjes zijn spierwit uitgevoerd en voorzien van reliëfs, die moeten weergeven dat “alles in de kosmos met elkaar verbonden is”.
Boomstronken - wortels maakt deel uit van een ontwerpwedstrijd uit 2008. Samen met Steps of science – 48 tiles of organised knowledge en Raw paradise werd het uit 350 inzendingen gekozen voor daadwerkelijke uitvoering.
Het idee om boomstronken als kunstvoorwerp te gebruiken is niet nieuw. Marinus Boezem ontwierp in 1987 zijn Kathedraal van stobbes voor Apeldoorn. West 8 ontwierp rond 1998 voor het Carrascoplein een aantal stobbes, waarop je niet kon zitten; ze waren van cortenstaal, dat roest afgeeft. Ze vonden hun plek later in het Amsterdamse Bos.

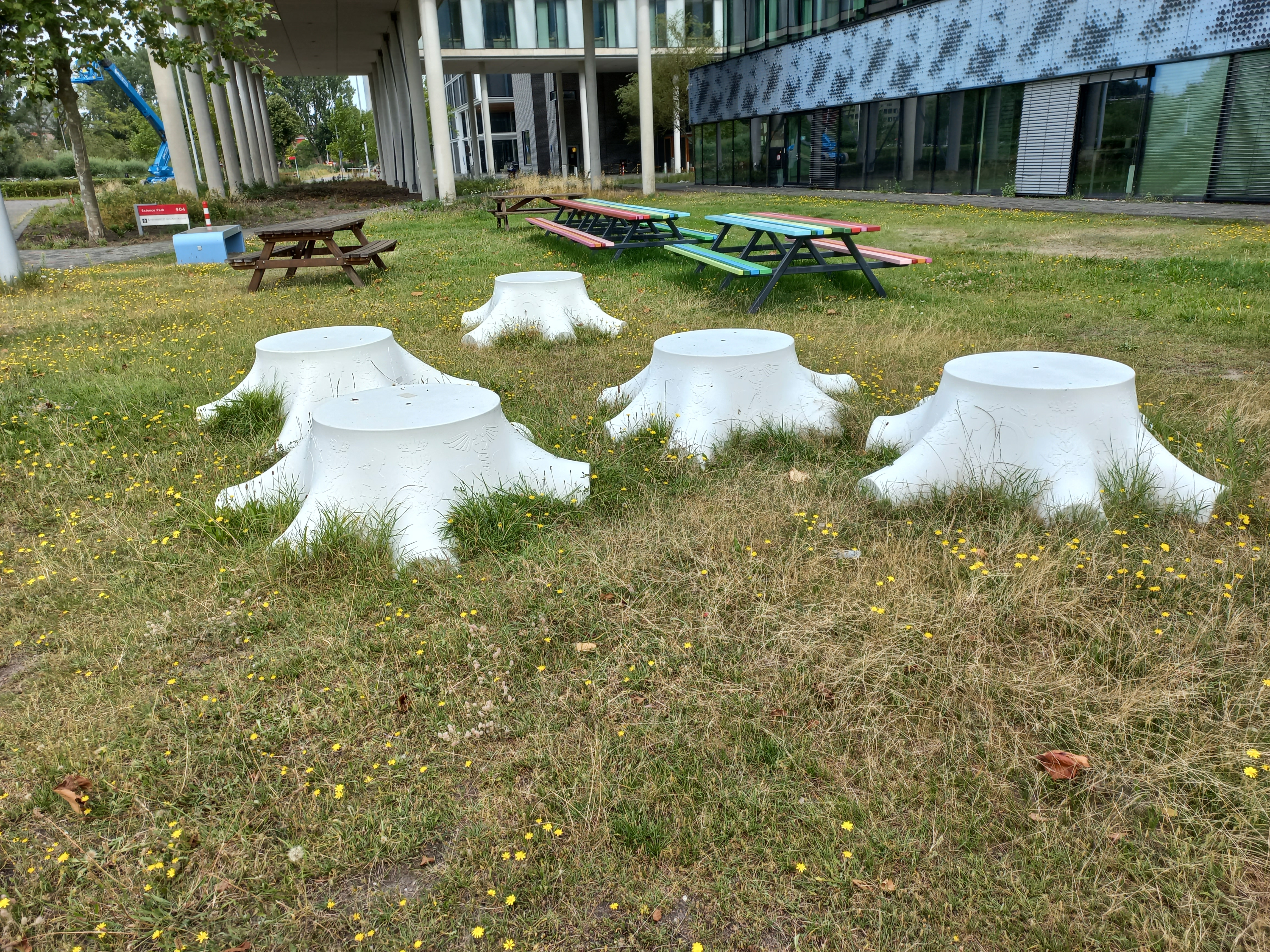
Ander setje (augustus 2024)